# Венгрия на летних Олимпийских играх 2008
Венгрия принимала участие в летних Олимпийских играх 2008 года в Пекине в 24-й раз за свою историю (в 19-й раз как независимое государство). Страну представлял 171 спортсмен в 20 видах спорта. Команда завоевала 11 медалей.

## Медалисты
| Медаль  | Спортсмен | Вид спорта                  | Дисциплина                                |
| ------- | --- | --------------------------- | ----------------------------------------- |
| Золото  | Аттила Вайда | Гребля на байдарках и каноэ | Мужчины, каноэ-одиночка, 1000 м           |
| Золото  | Каталин Ковач Наташа Янич | Гребля на байдарках и каноэ | Женщины, байдарка-двойка, 500 м           |
| Золото  | Зольтан Сечи Тамаш Варга Норберт Мадараш Денеш Варга Тамаш Кашаш Норберт Хошнянский Гергей Кишш Тибор Бенедек Даниэль Варга Петер Бирош Габор Киш Тамаш Мольнар Иштван Гергейи | Водное поло                 | Мужчины                                   |
| Серебро | Каталин Ковач Наташа Янич Габриэлла Сабо Данута Козак | Гребля на байдарках и каноэ | Женщины, байдарка-четвёрка, 500 м         |
| Серебро | Ласло Чех | Плавание                    | Мужчины, 200 метров баттерфляем           |
| Серебро | Ласло Чех | Плавание                    | Мужчины, 200 метров комплексным плаванием |
| Серебро | Ласло Чех | Плавание                    | Мужчины, 400 метров комплексным плаванием |
| Серебро | Золтан Фодор | Борьба                      | Мужчины, греко-римская борьба, до 84 кг   |
| Бронза  | Дьёрдь Козманн Тамаш Кишш | Гребля на байдарках и каноэ | Мужчины, каноэ-двойка, 1000 м             |
| Бронза  | Ильдико Минца-Небальд | Фехтование                  | Женщины, шпага, личное первенство         |